# Panchetocynodon
Panchetocynodon — вимерлий рід цинодонтів, названий на честь ранньотріасової (індуанської) формації Панчет в Індії.